# 시스템 쇼크 2
《시스템 쇼크 2》(System Shock 2)는 롤플레잉 게임과 일인칭 슈팅 게임의 요소가 혼합된 SF 호러 게임으로, 이레이셔널 게임즈와 루킹 글래스 스튜디오가 함께 제작했다. 1994년 루킹 글래스 스튜디오가 제작한 《시스템 쇼크》의 후속작으로 원작과 유사한 혼합적인 게임플레이 양식을 공유하고 있다. 1999년 8월 11일 일렉트로닉 아츠가 발매했다.
먼 미래의 우주선을 배경으로, 《시스템 쇼크 2》는 갓 군에 입대한 신병이 되어 불가사의한 외계인의 내습에 맞서 살아남아야 한다. 공포는 이 게임의 가장 중요한 요소의 하나로 게임 도중에 깜짝 놀라게 만들려는 연출이 많다.
《시스템 쇼크 2》는 상업적으로 그리 성공하지 못했고, 판권을 일렉트로닉 아츠가 가지고 있어서 이 게임 이후로 시리즈가 계속 진행되지는 않았다. 하지만, 이레이셔널 게임즈는 시스템 쇼크 시리즈의 정신적인 후속작을 주장하며 《바이오쇼크》를 개발했고, 이와 함께 ‘시스템 쇼크 3’에 대한 소문도 돌고 있다.

## 이야기

### 설정
《시스템 쇼크 2》는 《시스템 쇼크》의 사건으로부터 42년 뒤인 2114년 의 트라이옵티멈 우주선 ‘폰 브라운(Von Braun)’을 주 배경으로 하고 있다. 폰 브라운은 인류 역사상 최초로 빛의 속도보다 빠른 우주선이라는 설정을 가지고 있다.

### 줄거리
게임은 이름없는 플레이어 캐릭터가 지구에 있는 UNN 신병 훈련소에 도착하며 시작한다. 훈련을 마친 플레이어는 자신이 종사할 분야를 선택하고 UNN 우주 정거장으로 전송된다. 플레이어는 그 곳에서 3년 간의 경험을 거친 뒤 각자의 영역에서 몇 가지 기술들을 손에 넣게 되고, UNN 릭켄배커에 배치되어 역사적인 우주선 폰 브라운에 타게 된다.
우주선에서 다섯 달을 보낸 뒤, 플레이어는 동면튜브에서 깨어나지만 지난 몇 주간의 기억이 없다. 그럼에도 눈 앞에 보이는 것은 명백했다. 릭켄배커와 폰 브라운은 불가사의한 외계인의 공격을 받아 혼란스러운 상태였다.

## 제작
이레이셔널 게임즈는 루킹 글래스 스튜디오에서 독립한 세 명의 개발자들이 만든 회사였고, 그들은 첫 게임으로 루킹 글래스에서 개발한 《시스템 쇼크》의 정신을 이은 게임을 개발하기로 했다. 그들은 몇 명의 계약 디자이너를 고용해 프로토타입을 개발했고, 일렉트로닉 아츠와 퍼블리싱 계약을 맺게 되어 정식으로 ‘시스템 쇼크’라는 이름과 세계관을 사용할 수 있게 되었다.
제작팀은 《시스템 쇼크 2》에 원작의 특징이었던 롤플레잉 게임과 일인칭 슈팅 게임 요소의 혼합을 차용하기로 했다. 반면 전작과 차별화되도록 게임 환경을 지속적인 세계로 만들었고, 원작의 단점이었던 불편한 인터페이스를 개선하기로 했다.
루킹 글래스는 이레이셔널 게임즈에 품질 보증과 AV 시스템을 제공했고, 계약서와는 별도로 자유로운 논의를 통해 문제를 해결해 나갔다. 이레이셔널 게임즈의 예산과 경험이 부족했기 때문에 루킹 글래스의 직원이 이레이셔널과 하청 계약을 맺기도 했다.

### 기술
게임의 개발에는 1년 정도의 시간이 주어졌고, 그들은 짧은 개발 기간과 많지 않은 예산을 충당하기 위해 당시 루킹 글래스에서 개발하던 《씨프: 더 다크 프로젝트》에 쓰이는 개별 컴포넌트를 재사용했다. 씨프의 기술은 처음부터 재사용을 염두에 두고 개발되었다. 하지만 완성된 형태가 아니었기 때문에, 이레이셔널 게임즈는 씨프 팀과 똑같은 코드를 공유하며 작업하게 되었다. 씨프 팀이 버그를 고치거나 엔진 기능을 개선하면 도움을 받았고, 엔진을 직접 건드릴 수 있어 특별한 기능을 넣을 수도 있었다. 시스템에 관해 물어볼 수 있는 엔진 프로그래머도 가까이 있었던 것도 장점이었다. 하지만 반대로 씨프 팀이 만들어낸 버그에 그대로 노출되기도 했고, 완성된 엔진이 아니어서 스스로 문제를 해결해야 할 때도 있었다.

### 디자인
《시스템 쇼크 2》 팀은 제작할 때 세 가지 원칙을 세웠다. 1. 기획에 따라 새로운 기술을 개발하지 않고, 존재하는 기술(씨프 팀의 다크 엔진)에 맞는 기획을 생각한다. 2. 팀 전체가 기획에 참여한다. 그들은 이렇게 함으로써 모두가 게임을 잘 이해할 수 있고, 프로그래머는 문서에 구애받을 필요가 없었다. 또한 새로운 직원이나 계약직을 뽑을 때도 기획 능력을 강조했다. 3. 적절한 의사 결정에 따라 빠르게 프로젝트를 진행한다.
특히 《시스템 쇼크 2》에서는 단순하지만 다시 사용할 수 있는 게임플레이 요소를 많이 활용했다. 제작진은 마음에 드는 게임플레이 요소를 확장했고, 게임플레이와 기반 기술, 기획 시간의 세 가지 기준에 맞는 것을 선택해 유사한 방식의 시스템을 추가했다. 예를 들어 플레이어를 발견하면 추적하는 단순한 인공지능 요소로도 여러 가지 게임플레이를 파생시켰다. 가장 먼저 나올 수 있는 게임플레이는 감시망에 발견되기 전에 카메라를 피하는 것이다. 다음으로는 카메라의 패턴을 파악해 접근해서 명중시켜 파괴하거나, 뒤에서 접근해 육탄 공격을 감행할 수도 있다. 아니면 어떻게든 레벨 여기저기에 있는 보안 컴퓨터를 조작해 보안 시스템이나 시스템 자체를 종료하는 게임플레이가 나올 수 있다. 이런 게임플레이는 기술적으로 구현이 간단하고 기획에도 노력이 들지 않았다.
그들은 레벨 디자인에 들어갈 노력을 예상하지 못 한 것을 개발 과정에서 잘못된 점으로 들었다. 《시스템 쇼크 2》의 많은 객체와 스크립트, 매개 변수는 레벨 디자이너에게 많은 작업량을 부과했다. 게임 상에서 레벨 간 이동이 자유로워 한 레벨만을 독립적으로 조절할 수도 없었고, 상대적으로 작은 변화에도 많은 노력을 기울여야 했다. 그들은 하나의 레벨을 만드는 과정을 단계별로 나누어 레벨 작업을 기민하게 제어하려 했지만, 레벨 제작 단계가 완전히 분리될 수 있는 것이 아니었고 레벨(혹은 작업 단계) 간에 인력을 배치하는 것도 쉬운 일이 아니었다. 게다가 《시스템 쇼크 2》가 의도하는 게임플레이 형태가 레벨 제작자들에게 익숙한 언리얼이나 퀘이크와는 달랐던 것도 문제였다.

## 평가
| 평가 |        |
| --- | ------ |
| 통합 점수 통합사 점수 메타크리틱 92/100 [ 3 ] 평론 점수 평론사 점수 올게임 [ 4 ] CVG 9.5/10 [ 5 ] 에지 8/10 [ 6 ] 게임 레볼루션 A [ 7 ] 게임프로 [ 8 ] 게임스팟 8.5/10 [ 9 ] IGN 9.0/10 [ 10 ] PC 게이머 (US) 95% [ 11 ] PC 존 96% [ 12 ] Computer Games Magazine [ 13 ] |        |
| 통합 점수 |        |
| 통합사 | 점수   |
| 메타크리틱 | 92/100 |
| 평론 점수 |        |
| 평론사 | 점수   |
| 올게임 | [ 4 ]  |
| CVG | 9.5/10 |
| 에지 | 8/10   |
| 게임 레볼루션 | A      |
| 게임프로 | [ 8 ]  |
| 게임스팟 | 8.5/10 |
| IGN | 9.0/10 |
| PC 게이머 (US) | 95%    |
| PC 존 | 96%    |
| Computer Games Magazine | [ 13 ] |

## 참조
전반적인 참조
- 《성공으로 이끄는 게임 개발 스토리》, 오스틴 그로스먼 엮음, 이강훈 역, 에이콘 출판사, p. 5~16

문장 참조
1. ↑  BioShock Preview - Gamespy
2. ↑  Rumor: System Shock 3 In The Works 보관됨 2007-09-30 - 웨이백 머신 - kotaku.com
3. ↑  “System Shock 2”. 《Metacritic》 (United States: CBS Interactive). 2008년 2월 14일에 확인함.
4. ↑  Norands, Alec. “System Shock 2 > Review”. 《Allgame》 (United States: Rovi Corporation). 2014년 11월 14일에 원본 문서에서 보존된 문서. 2008년 3월 18일에 확인함.
5. ↑  CVG Staff (2001년 8월 13일). “CVG System Shock 2 Review”. 《Computer and Video Games》 (237) (United Kingdom: Future Publishing Limited). 70면. ISSN 0261-3697. Retrieved 2008-06-24.
6. ↑  Edge Staff. “System Shock 2 Review”. 《Edge》 (United Kingdom: Future Publishing Limited). 2012년 7월 29일에 원본 문서에서 보존된 문서. 2008년 3월 29일에 확인함.
7. ↑  Colin (1999). “System Shock 2 Review”. 《Game Revolution》 (United States: AtomicOnline, LLC). 2008년 3월 29일에 확인함.
8. ↑  Holmes, Matt (2000년 11월 24일). “GamePro System Shock 2 review”. 《GamePro》 (United States: IDG Entertainment). ISSN 1042-8658. 2008년 10월 5일에 원본 문서에서 보존된 문서. 2008년 6월 11일에 확인함.
9. ↑  Desslock (1999년 8월 25일). “System Shock 2 Review”. 《GameSpot》 (United States: CBS Interactive). 2012년 1월 10일에 원본 문서에서 보존된 문서. 2012년 9월 8일에 확인함.
10. ↑  Ward, Trent (1999년 8월 20일). “IGN System Shock 2 Review”. 《IGN》 (United States: News Corporation). 2008년 2월 15일에 확인함.
11. ↑  Harms, William (1999). “PC Gamer System Shock 2 Review”. 《PC Gamer》 (United Kingdom: Future Publishing Limited). 2008년 3월 31일에 원본 문서에서 보존된 문서. 2008년 4월 8일에 확인함.
12. ↑  Paul Mallinson (September 1999). “System Shock 2 Review”. 《PC Zone》 (United Kingdom: Dennis Publishing) (80): 62–67. ISSN 0967-8220.
13. ↑  Mayer, Robert (1999년 8월 19일). “System Shock 2 Review”. 《Computer Games Magazine》 (United States: Strategy Plus, Inc.). 2005년 2월 5일에 원본 문서에서 보존된 문서. 2012년 9월 9일에 확인함.